# Episodi di Il commissario Köster (quarta stagione)
La quarta stagione della serie televisiva Il commissario Köster è stata trasmessa in prima visione negli Germania da ZDF dal 18 gennaio 1980.
| n. | Titolo originale             | Titolo italiano             | Prima TV Germania | Prima TV Italia |
| -- | ---------------------------- | --------------------------- | ----------------- | --------------- |
| 1  | Der Neue                     | Il nuovo autista            | 18 gennaio 1980   |                 |
| 2  | Morddrohung                  | Minaccia di morte           | 1 febbraio 1980   |                 |
| 3  | Magdalena                    | Magdalena                   | 14 marzo 1980     |                 |
| 4  | Die tote Hand                | La mano del morto           | 11 aprile 1980    |                 |
| 5  | Das letzte Wort hat die Tote | La morta ha l'ultima parola | 9 maggio 1980     |                 |
| 6  | Mord nach Plan               | Omicidio su commissione     | 6 giugno 1980     |                 |
| 7  | Sportpalastwalzer            | Il valzer del velodromo     | 4 luglio 1980     |                 |
| 8  | Bruderliebe                  | Amore fraterno              | 8 agosto 1980     |                 |
| 9  | Der Detektiv                 | Il detective                | 29 agosto 1980    |                 |
| 10 | Der Freund                   | L'amico                     | 26 settembre 1980 |                 |
| 11 | Der Irrtum                   | L'errore                    | 24 ottobre 1980   |                 |
| 12 | Vertrauensstellung           | Posto di fiducia            | 14 novembre 1980  |                 |

## Il nuovo autista
- Titolo originale: Der Neue
- Diretto da: Günter Gräwert
- Scritto da: Volker Vogeler
- Interpreti: Siegfried Lowitz - Erwin Köster, Michael Ande -  Gerd Heymann, Rainer Hunold - Michael Werner, Lisa Kreuzer - Susanne Gruber

### Trama
Il commissario viene messo a indagare su una serie di rapine a portavalori. Viene assunto come nuovo autista presso la società di trasporto valori, scoprendo i responsabili che facevano da talpa per gli assalitori.

### Colonna sonora
- Supertramp, The Logical Song

## Minaccia di morte
- Titolo originale: Morddrohung
- Diretto da: Zbynek Brynych
- Scritto da: Detlef Müller
- Interpreti: Siegfried Lowitz - Erwin Köster, Michael Ande - Hans Millinger, Henning Schlüter - Prof. Derlowski, Thomas Holtzmann - Dr. Huntsch, Werner Schnitzer - Leo Steglitz, Anton Diffring

### Trama
Il commissario interroga un testimone di giustizia in una stanza d'albergo, per la sua sicurezza, poi indaga sul tentato omicidio di un professore di chimica.

### Colonna sonora
- Frank Duval

## Magdalena
- Titolo originale: Magdalena
- Diretto da: Zbynek Brynych
- Scritto da: Detlef Müller
- Interpreti: Siegfried Lowitz - Erwin Köster, Michael Ande - Hans Millinger, Henning Schlüter - Magdalena Wessling, Maria Becker - Andreas Wessling, Michael Wittenborn - Georg Wessling, Klaus Höhne - Tilly Kowald, Sissy Höfferer - Herr Kowald, Holger Petzold

### Trama
Il commissario indaga sulla scomparsa di una donna che aiuta gli indigenti come assistente sociale.

### Colonna sonora
- Johann Strauss jr, Il pipistrello
- Adriano Celentano, Azzurro
- Amalia Rodrigues, Fado Do Ciume
- Johann Sebastian Bach, Preludio e la Tripla fuga in Mi bemolle maggiore BWV 552

## La mano del morto
- Titolo originale: Die tote Hand
- Diretto da: Alfred Vohrer
- Scritto da: Alfred Vohrer
- Interpreti: Siegfried Lowitz - Erwin Köster, Michael Ande - Henning Schlüter, Hans Millinger - Wolgang Zerlett, Meyer Zwo - Jaques Breuer, Bieler - Bruno Dallansky, Herr Staiger - Rudolf Schündler, Alois Bettler - Paul Dahlke, Gruber - Eleonore Weisgerber - Käthe Jaenicke - Michael Maien - Werner Pochath - Johanna Elbauer - Iris Berben, prostituta

### Trama
Un pensionato, appassionato di fotografia, riprende un bosco; si accorge che dal terreno spunta una mano. Si reca dalla Polizia e iniziano le indagini che portano a scoprire il cadavere di un uomo ucciso con un colpo di pistola.

## La morta ha l'ultima parola
- Titolo originale: Das letzte Wort hat die Tote
- Diretto da: Theodor Grädler
- Scritto da: Bruno Hampel
- Interpreti: Siegfried Lowitz - Erwin Köster, Michael Ande - Gerd Heymann, Wolfgang Mayer

### Trama
Il commissario indaga sul presunto rapimento di una milionaria. In realtà la donna venne uccisa dall'amante del marito.

### Colonna sonora
- Wolfgang Amadeus Mozart, Divertimento n. 15

## Omicidio su commissione
- Titolo originale: Mord nach Plan
- Diretto da: Theodor Grädler
- Scritto da: Detlef Müller
- Interpreti: Siegfried Lowitz - Erwin Köster, Michael Ande - Gerd Heymann, Wolfgang Müller - Uwe Bansen, Bruni Löbel - Gerda Scholz, Wolfrid Lier - Werner Scholz, Cornelia Froboess - Anke Klaasen, Elmar Wepper - Xaver Seidl

### Trama
Il commissario indaga sul ritrovamento di un cadavere nella vasca da bagno della sua casa. Le indagini porteranno ad una stazione sciistica sulle Alpi bavaresi.

## Il valzer del velodromo
- Titolo originale: Sportpalastwalzer
- Diretto da: Zbynek Brynych
- Scritto da: Detlef Müller
- Interpreti: Siegfried Lowitz - Erwin Köster, Michael Ande- Gerd Heymann, Klaus Löwitsch - Erich Neubauer, Elisabeth Wiedemann - Liesel Neubauer

### Trama
Il commissario indaga sulla scomparsa di una donna, probabilmente uccisa dal marito, entrambi titolari di un bar ritrovo di appassionati di ciclismo.

### Colonna sonora
- Siegfried Translateur, Wiener Praterleben Sportpalast-walzer

## Amore fraterno
- Titolo originale: Bruderliebe
- Diretto da: Helmuth Ashley
- Scritto da: Bruno Hampel
- Interpreti: Siegfried Lowitz - Erwin Köster, Michael Ande- Gerd Heymann, Claus Biederstaedt - Ekkehart Martinek, Stefan Behrens - Jochen Martinek, Helga Anders - Anita, Hans Georg Panczak - Volker Zabel

### Trama
Il commissario indaga sull'omicidio, avvenuto durante una festa aziendale dei Martinek, di una giovane dipendente dell'azienda.

## Il detective
- Titolo originale: Der Detektiv
- Diretto da: Dietrich Haugk
- Scritto da: Volker Vogeler
- Interpreti: Siegfried Lowitz - Erwin Köster, Michael Ande- Gerd Heymann, Heinz Reincke - Graske, Peter Pasetti - Serge Duval, Alexander Hegarth - Dr. Mattner

### Trama
Viene rinvenuto un cadavere in un magazzino ferroviario. Alle indagini partecipa un detective privato, fratello della vittima.

## L'amico
- Titolo originale: Der Freund
- Diretto da: Zbynek Brynych
- Scritto da: Volker Vogeler
- Interpreti: Siegfried Lowitz - Erwin Köster, Walter Sedlmayr - Herbert Smolka, Ida Krottendorf - Erika Smolka, Ruth Drexel - Tilly Gärtner, Hans Brenner

### Trama
Il commissario si reca nella cittadina dove prestò servizio per trent'anni. Incontra un vecchio amico ufficiale di polizia anche lui che indaga su un suicidio, rivelatosi poi omicidio.

## L'errore
- Titolo originale: Der Irrtum
- Diretto da: Theodor Grädler
- Scritto da: Oliver Storz
- Interpreti: Siegfried Lowitz - Erwin Köster, Michael Ande - Gerd Heymann, Jan Hendriks - Martin Brenner, Gisela Peltzer - Gudrun Schade, Karl Heinz Vosgerau - Rolf Schade, Thekla Carola Wied - Hanne Kirchberger, Hans Dieter Zeidler - Blümel, Volker Eckstein - Vogt, Iris Berben - Bille Zopf, Wolfgang Völz - Pitt Jong

### Trama
Due amiche si trovano a comprare degli abiti in un centro commerciale. Una volta a casa, la sera, una delle due esce per recarsi ad una cabina telefonica; verrà scambiata per l'amica da un killer che la ucciderà per errore.

## Posto di fiducia
- Titolo originale: Vertrauensstellung
- Diretto da: Helmut Ashley
- Scritto da: Detlef Müller
- Interpreti: Siegfried Lowitz - Erwin Köster, Michael Ande - Gerd Heymann, Jan Hendriks - Martin Brenner, Henning Schlüter - Millinger, Witta Pohl - Gerti Mertz, Christoph Bantzer - Thomas Mertz, Edith Heerdegen - Frau Mertz, Werner Kreindl - Dr. Koch, Alwy Becker - Frau Koch, Rudolf Wessely - Ruppert

### Trama
Un ragioniere controlla i conti di un'azienda di spedizioni. Scopre un ammanco di oltre un milione di marchi. Verrà sospettata un'impiegata dell'azienda.